# 何胜君
何胜君（1979年3月—），中华人民共和国政治人物、全国脱贫攻坚先进个人。

## 生平
何胜君任扎鲁特旗巴彦塔拉苏木西巴彦塔拉村党支部书记、村委会主任，大军粮食种植专业合作社理事长。因在脱贫攻坚战中作出突出贡献，2021年2月25日全国脱贫攻坚总结表彰大会上，何胜君被授予“全国脱贫攻坚先进个人”。